# 増進堂・受験研究社
株式会社増進堂・受験研究社（ぞうしんどう・じゅけんけんきゅうしゃ）は、日本の出版社。
1890年（明治23年）に創業者の岡本増次郎の姓を取って「岡本増進堂」として創業した。現在は、学習参考書を主要な商品として扱っている。
シンボルマークは馬。“馬のマークの参考書”のキャッチコピーによるCMでも有名である。
2018年11月「科学のなぜ？新事典」を出版。科学的な現象やことがらについて，子どもたちが「なぜ？」と思っている疑問に答える形式の事典として、書店で人気となっている。

## 沿革[1]
- 1890年 - 「岡本増進堂」として創業
- 大正時代 - 学習参考書の出版を開始
- 戦時中 - 『公務員試験準備書』や『就職試験問題集』などを出版
- 高度経済成長期 - 参考書『自由自在』を発刊